# Vittorio Mosele
Vittorio Mosele (Thiene, 1º febbraio 1912 – Salerno, 3 luglio 1982) è stato un calciatore e allenatore di calcio italiano, di ruolo portiere.

## Carriera

### Giocatore
Crebbe calcisticamente nel club della sua città d'origine, il Thiene, con cui esordì nel 1929 in Prima Divisione, l'allora terzo livello del calcio italiano.
Nel 1931 venne acquistato dall'Alessandria, approdando così in Serie A ed esordendo il 20 settembre 1931 in Brescia-Alessandria, diventando titolare a diciannove anni.
Rimase in Piemonte per quattro anni, aiutando la squadra a raggiungere il sesto posto nella classifica della Serie A, risultato che nel ventesimo secolo non sarebbe stato migliorato; quindi nel 1935 passò al Napoli, di cui difese i pali per tre campionati, sostituendo come portiere titolare Giuseppe Cavanna e debuttando con la maglia dei partenopei alla prima giornata del campionato 1935–1936, il 22 settembre 1935 a Genova nel pareggio per 2–2 contro la Sampierdarenese.
Durante la sua permanenza il club ottenne come miglior risultato in campionato l'ottavo posto della prima stagione, in cui fu titolare nelle due vittorie casalinghe del 1º dicembre 1935 contro l'Ambrosiana per 3–2 e del 12 gennaio 1936 contro il Milan per 1–0. Nel 1938 si trasferì al Modena disputandovi due campionati di Serie A ed in seguito alla Biellese nel 1940, giocandovi campionati che portarono i piemontesi ai vertici del proprio girone di Serie C.
Nel dopoguerra, dopo essersi in un primo momento ritirato, giocò due stagioni tra le file della Salernitana, dove terminò la carriera portando i campani alla promozione in Serie A, nella stagione 1946–1947, dopo che la squadra si piazzò 1ª nel girone C della Serie B.
In massima serie collezionò complessivamente 186 presenze.

### Nazionale
Pur essendo nel giro della Nazionale, venendo convocato per il raduno a Voghera del 20 ottobre 1932, non scese mai in campo.

### Allenatore
Nel 1945 ricoprì per breve tempo il doppio ruolo di giocatore-allenatore della Salernitana, quindi passò alla Scafatese. Nel corso della stagione 1948–1949 subentrò a Luigi De Manes sulla panchina del Napoli – che a sua volta era subentrato a Felice Borel – guidando la squadra sino alla conclusione del campionato in cui si classificò al quinto posto a pari merito con il Brescia, piazzamento che non permise la promozione alle due squadre; sotto la sua gestione, iniziata con la sconfitta di Reggio Emilia del 10 aprile 1949 contro la Reggiana per 0–1, i partenopei ottennero cinque vittorie, un pareggio e sei sconfitte. Nel 1949 allenò il Cosenza, sfiorando la promozione in Serie B e guadagnandosi la fama di "sergente di ferro" e l'ammirazione dei tifosi che inserirono il suo nome nell'inno cantato in quegli anni. In seguito diresse la Cavese, dove si distinse particolarmente come tecnico, quindi il Potenza e nuovamente la Salernitana.

## Palmarès
- Campionato italiano di Serie B: 1

Salernitana: 1946–1947